# Parkeringsskive
En parkeringsskive eller blot p-skive er en (som oftest mekanisk) anordning, som benyttes ved parkering af en bil eller andet motorkøretøj for at vise ankomsttiden på en gratis, men tidsbegrænset parkeringsplads.
Man stiller skiven til det nærmeste kvarter efter at man har påbegyndt parkeringen. Dvs. at hvis man f.eks. påbegynder parkeringen kl. 13:03, stiller man skiven på kl. 13:15.
Der findes også elektroniske parkeringsskiver.